# كأس العراق 1983–84
فاز بهذه النسخة من بطولة لكأس العراق نادي الصناعة بعد فوزه في المباراة النهائية على نادي الشباب بركلات الترجيح (5-4) بعد انتهاء الوقتين الأصلي والإضافي بدون أهداف.